# Alessandro Zan
Pour l’article homonyme, voir Zan.
Alessandro Zan (Padoue, 4 octobre 1973) est un homme politique et militant pour les droits LGBT italien.
Il est élu en 2013 à la Chambre des députés et réélu en 2018.
En 2020, il porte un projet de loi contre les discriminations envers les personnes homosexuelles, transgenres et handicapées, bloqué par le Sénat en 2021.
En 2024, il se présente aux élections européennes sur la liste du Parti Démocrate et est élu député européen le 9 juin,.